# Patriarca (árvore)
Patriarca é um exemplar de jequitibá-rosa situado no Parque Estadual do Vassununga, na cidade do interior paulista de Santa Rita do Passa Quatro. Trata se de uma árvore de idade controversa, mas consensualmente muito antiga. Já foi estimada em mais de três milênios,  mas outro cálculo aponta que o Patriarca teria na verdade cerca de 580 anos, de acordo com o chefe do laboratório de anéis de crescimento do departamento de ciências florestais da Escola Superior de Agricultura Luiz de Queiroz, Mário Tomazello Filho.
A árvore possui 40 metros de altura, um diâmetro de 3,6 metros e circunferência de 11,3 metros, as raízes da árvore chegam a uma profundidade de 18 metros e seu peso bruto foi calculado em 264 toneladas.

## Características
O Patriarca possui 11,5 metros de circunferência, 40 metros de altura e peso de 264 toneladas.

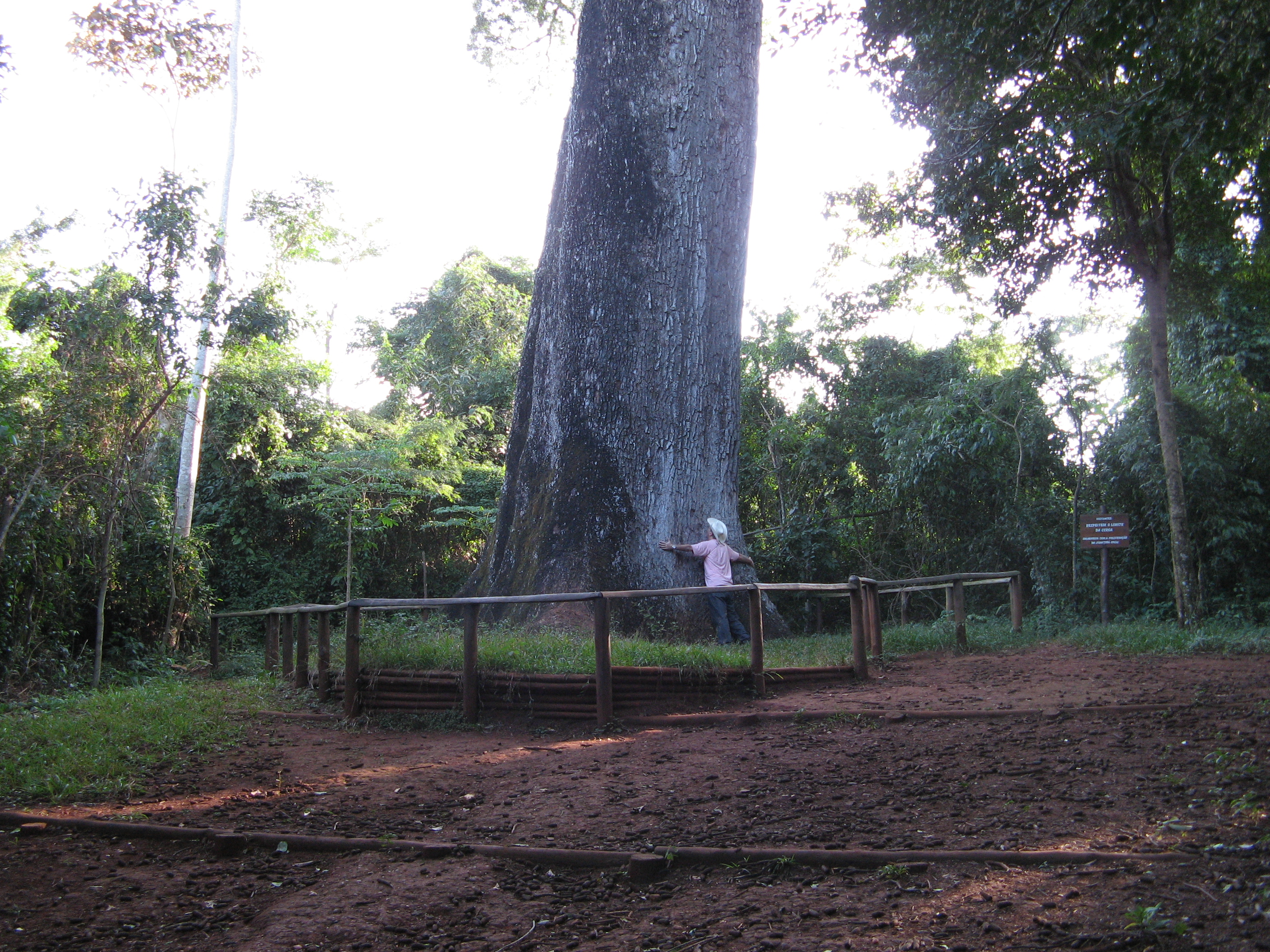
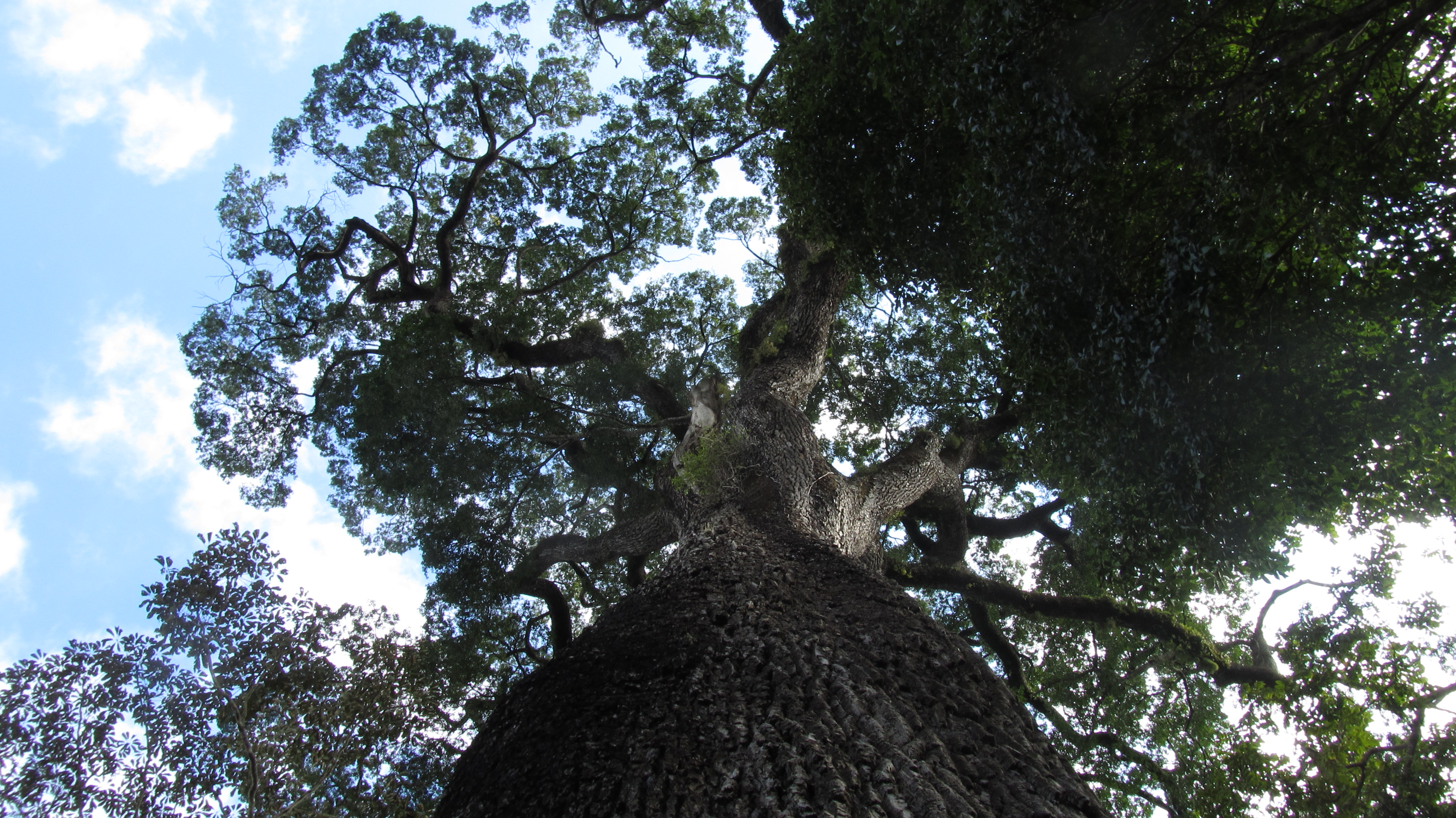
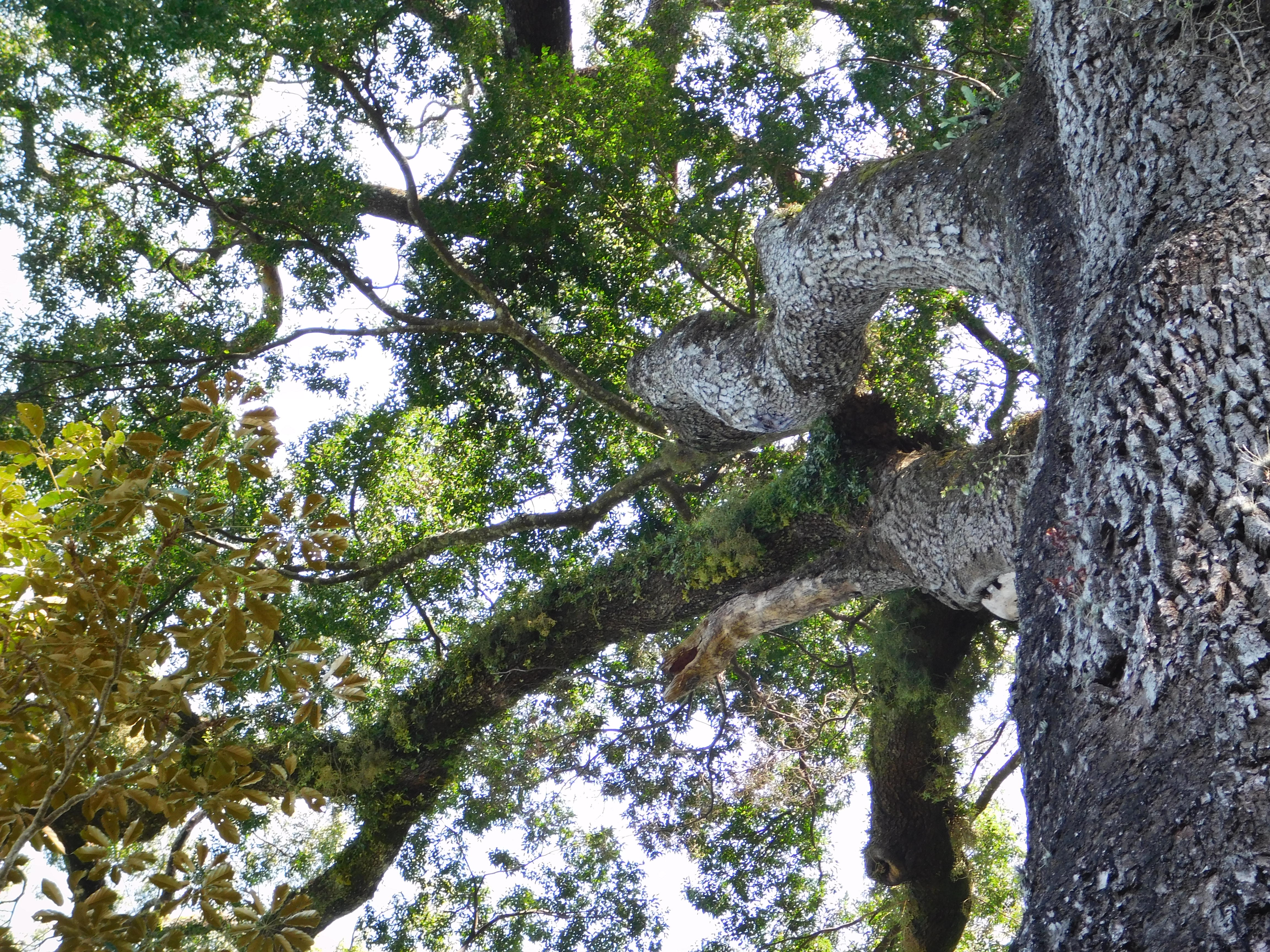